# Entomologia mèdica
|  | No s'ha de confondre amb entomologia forense. |

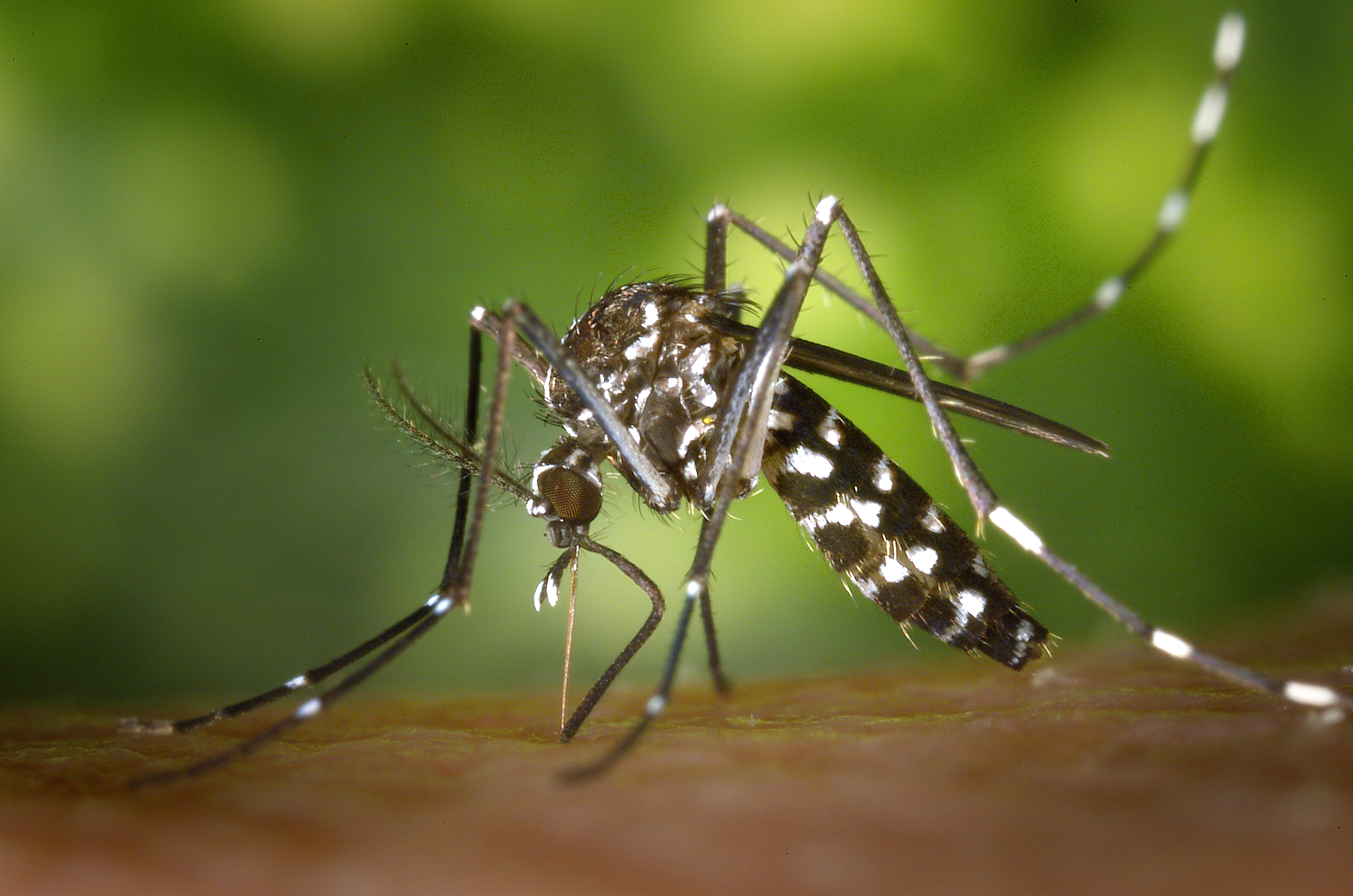
Aedes albopictus

L’entomologia mèdica, entomologia de la salut pública o entomologia veterinària és una disciplina científica que se centra en l'impacte sobre la salut humana dels insectes i altres artròpodes. L'entomologia mèdica també inclou la recerca científica sobre el comportament, ecologia i epidemiologia dels vectors de les malalties causades per artròpodes, eminentment insectes.
Els estudis epidemiològics es varen iniciar a finals del segle XIX quan els artròpodes que s'alimenten de sang varen ser identificats per primer cop com a vectors de patògens a humans i animals. En realitat, va ser un període curt de poc més de trenta anys (1878-1909), considerat com l'època d'or de l'epidemiologia i l'entomologia mèdica-veterinària, quan els misteris d'aquestes malalties varen ser definitivament aclarits gràcies als treballs excepcionals de científics com Ogata, Yersin, Kitasato, Simond, Nicolle o Ricketts. Gràcies a ells es varen poder iniciar els estudis mèdics per tractar d'erradicar totes aquestes malalties, un fet que encara no s'ha aconseguit.
Històricament, i durant les guerres, morien més persones per malalties transmeses per insectes que en tot el conjunt de les batalles.

## Insectes d'importància mèdica

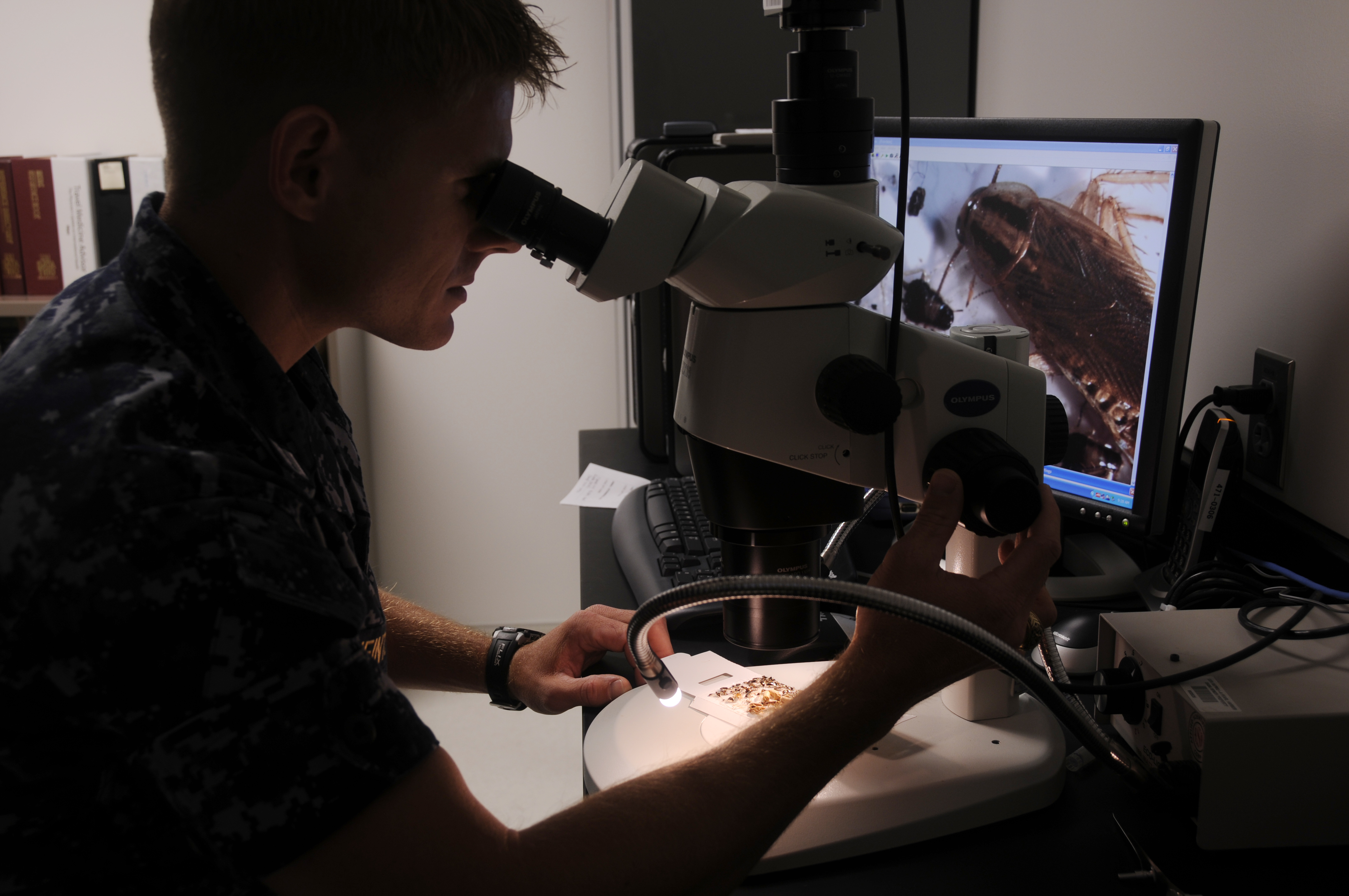
Un metge entomòleg de la U.S. Navy identificant insectes

Poden ser vectors o transmissors de malalties els polls, puces, mosquits, mosques, blatodeus, certes xinxes (família Reduviidae i subfamília Triatominae). Els àcars i les paparres també són vectors de diverses malalties, però no són insectes, sinó aràcnids.
En la majoria de casos, la transmissió es produeix per la picada de l'insecte, el qual absorbeix la sang del seu hoste i li transmet l'agent patogen, que pot tenir diversos orígens: bacteri, virus, cuc o protozou. Aquest insectes són puces, mosquits i algunes mosques (famílies Tabanidae i Glossinidae). En altres casos, són les femtes d'alguns insectes, que també piquen (polls o xinxes), les que porten l'agent causal de la malaltia, i en són la via del contagi als humans a través de petites ferides a la pell, sovint provocades pel rascat.

## La mosca comuna
La mosca comuna (Musca domestica) és molt freqüent i de distribució mundial. És un vector passiu de fins a un centenar de malalties als humans, que inclouen infeccions bacterianes com salmonel·losi, carboncle, disenteria bacil·lar (shigel·losi), febre tifoide, tuberculosi, còlera i diarrea infantil; infeccions de protozous com disenteria amèbica, i infeccions virals com la poliomielitis; infeccions per cucs com oxiuriasi, ascariasi, anquilostomiasi i teniasi.
Aquesta mosca també pot transmetre agents patògens causants de malalties oculars com oftàlmia, tracoma i conjuntivitis epidèrmiques; i en ferides infectades o lesions en la pell, és vectora de diftèria cutània, micosi, pian i lepra.

## Les paneroles
La panerola oriental (Blatta orientalis), i també d'altres espècies del mateix ordre, en ser uns animals omnívors i viure sovint al costat de l'home i alimentar-se d'escombraries i deixalles, poden servir de vectors de multitud de microorganismes de tota classe en contaminar el menjar o la superfície on es preparen els aliments.
A més, diverses proteïnes que provoquen al·lèrgies en humans s'han identificat en la panerola alemanya (Blattella germanica), i un estudi realitzat als Estats Units en 2005 demostrava que els al·lergògens provinents de paneroles residents en l'interior de ciutats semblen empitjorar els símptomes d'asma més que altres factors coneguts.

## Principals malalties transmeses pels insectes picadors
- Dengue - Vectors: Aedes aegypti (vector principal) i Aedes albopictus. Estan afectades entre 50 i 100 milions de persones, i en moren unes 20.000 a l'any (totes degut a l'anomenat dengue hemorràgic).
- Filariasi[2] - Vectors: mosquits dels gèneres Culex, Anopheles, Mansonia i Aedes. Es calcula que aquesta malaltia la pateixen uns 200 milions de persones, totes residents en àrees tropicals i subtropicals del planeta.
- Oncocercosi - Vectors: mosquits del gènere Simulium. Hi ha afectats uns 18 milions de persones; la meitat d'aquestes a Nigèria, de les quals unes 300.000 presenten ceguesa completa.
- Malària: o Paludisme - Vectors: diverses espècies de mosquits del gènere Anopheles - HI ha afectades més de 200 milions de persones, i anualment moren, segons l'OMS, al voltant de 600.000. Però probablement són més i arriben al milió.
- Febres víriques i encefalitis diverses - Vectors: mosquits i paparres de diversos gèneres
- Leishmaniasi - Vectors: mosquits del gènere Lutzomyia (exclusivament americans) i Phlebotomus. Hi ha uns 12 milions d'afectats i a l'any en moren uns 70.000.

- Pesta - Vectors: puces de diverses espècies (Xenopsylla cheopis, principalment, i també X. astia, X. hawaiiensis, Nospsyllus fasciatus i altres). Actualment, els casos de pesta són molt limitats i no revesteixen una gran gravetat (al voltant de 2.000 casos l'any i uns 180 morts). A l'Àfrica es donen, fonamentalment, a Madagascar, Rep. Dem. Congo, Moçambic, Zàmbia, Uganda i Tanzània. A Àsia únicament es produeixen casos a la Xina, Vietnam, Myanmar, Kazakhstan i Mongòlia, i són molt esporàdics, igual que a Amèrica.
- Tripanosomiasi africana (malaltia de la son) - Vectors: mosques tse-tse (gènere Glossina). Hi ha afectades unes 500.000 persones, totes a l'Àfrica, i a l'any en moren unes 20.000.
- Tripanosomiasi americana (malaltia de Chagas) - Vectors: diverses espècies de xinxes redúvids (subfamília Triatominae), d'àmbit exclusivament americà. Es calcula que hi ha afectades al voltat de 40 milions de persones, i a l'any en moren entre 25.000-40.000.
- Tifus exantemàtic o epidèmic - Vectors: el poll del vestits (Pediculus humanus humanus). La incidència és petita i només s'observen brots més o menys greus en donar-se les condicions històriques favorables: guerres, fams i sobretot amuntegament humà en condicions sanitàries precàries.

- Borreliosi (malaltia de Lyme) - Vectors: paparres. Es calcula que al món hi ha unes 15.000 persones afectades.

- Febre groga - Vectors: principalment el mosquit Aedes aegypti, i també A. simpsoni, A. africanus. A Amèrica, la febre groga selvàtica la poden transmetre mosquits dels gèneres Haemagogus i Sabethes. Es calcula que hi ha afectades unes 200.000 persones, la immensa majoria a l'Àfrica, i anualment en moren unes 30.000.